# Amsactoides formosae
Amsactoides formosae är en fjärilsart som beskrevs av Embrik Strand 1915. Amsactoides formosae ingår i släktet Amsactoides och familjen björnspinnare. Inga underarter finns listade i Catalogue of Life.